# McFarland (Kansas)
McFarland es una ciudad situada en el condado de Wabaunsee, Kansas, Estados Unidos. Tiene una población estimada, a mediados de 2023, de 277 habitantes.

## Geografía
La localidad está ubicada en las coordenadas 39°3′17″N 96°14′17″O / 39.05472, -96.23806 (39.054691, -96.237983).

## Demografía
Según la estimación 2019-2023 de la Oficina del Censo, los ingresos medios de los hogares de la localidad son de $74,583 y los ingresos medios de las familias son de $88,750. Alrededor del 4.2% de la población está por debajo de la línea de pobreza.